# جمال مبارك (لاعب كرة قدم)
جمال مبارك (مواليد 21 مارس 1974) هو لاعب كرة قدم كويتي سابق. كان أحد لاعبي ناديي القادسية والتضامن الكويتيين. ولعب 108 مباراة دولية مع منتخب الكويت.

## مسيرته لاعبا
انتقل جمال مبارك إلى نادي القادسية الكويتي في 11 يناير 2005 قادما من نادي التضامن الكويتي. و قد لعب جمال مبارك سابقا في نادي الريان القطري.
و قد ظفر بخمسة بطولات منذ إنضمامه لنادي القادسية الكويتي، ففاز في لقب كأس ولي العهد مرتين، الدوري الكويتي مره، وكأس الخليج للأندية مرة، وكأس الخرافي مرة.

### مع المنتخب
و حاز جمال مبارك على كأس الخليج في عام 1998 مع منتخب الكويت لكرة القدم، وشارك في أولمبياد سيدني 2000، واحرز هدفا في مرمى منتخب الكاميرون لكرة القدم في المباراة التي خسرها المنتخب الكويتي بنتيجة 3/2، وقد اعتزل جمال مبارك اللعب مع منتخب الكويت لكرة القدم، وكان قد لعب 118 مباراة دولية مع المنتخب، ولكن في نوفمبر 2006، تم استدعائه إلى منتخب الكويت لكرة القدم قبل مباراته المهمة أمام منتخب البحرين لكرة القدم، ولكنه استبعد وتم إيقافه 8 مباريات محلية لأنه لم يقدم عذر مقبول كما يقول الإتحاد الكويتي لكرة القدم، بينما يقول جمال مبارك أن عذره هو أن موعد توقيع عقد إنشاء منزله، وقد وعده سعود مشلش عضو اتحاد كرة القدم الكويتي بأن يحل مشكلته بعد مباراة منتخب الكويت لكرة القدم ومنتخب البحرين لكرة القدم.

### اعتزاله
و كانت مباراة اعتزاله أمام نادي الأهلي المصري في يوم 28 مايو 2007، وقد نقلت المباراة حصريا على قناة إي أر تي، وقد تم طرح تذاكر المباراة في يوم 19 مايو 2007.
و قد فاز نادي القادسية الكويتي على نادي الأهلي المصري 3-1، وقد بدأ نادي الأهلي المصري بالتسجيل عن طريق أسامة حسني، وقد سجل أهداف نادي القادسية الكويتي بدر المطوع وخلف السلامة ومساعد ندا.

## قالوا عنه
- عماد متعب : جمال مبارك لاعب كبير ومعروف، ونشعر بالارتياح للمشاركة في مهرجان اعتزاله، فضلا عن سعادتنا للالتقاء بجماهيرنا هنا في الكويت، سواء من المصريين أو الكويتيين، مؤكدا ان الاهلي سيلعب للفوز، رغم ودية اللقاء لان هذه هي طبيعة بطل مصر
- أسامة حسني : انني احيي جمال مبارك بمناسبة اعتزاله بعد تاريخ طويل من العطاء مع منتخب الكويت وناديي التضامن والقادسية، واتمنى له باسمي واسم كل لاعب اهلاوي بل كل مصري التوفيق في مشوار ما بعد الاعتزال.
- نواف الخالدي : انني واثق من نجاح مهرجان مبارك وواثق من حضور جماهير الكرة الكويتية بمختلف انتماءاتهم لتعبر عن وفائها لنجم اعطى الكثير لبلده وناديه، إلى الجماهير المصرية فمن المؤكد انها ستزحف لتملأ الاستاد وتستمتع بأداء نجوم الاهلي صاحب الشعبية الجارفة.
- بدر المطوع : ان جمال مبارك واحد من أفضل مدافعي الكرة الكويتية أداء وخلقا ويستحق التكريم لما قدمه لوطنه ولناديه، واناشد الجماهير الحضور حتى نسعده في يوم اعتزاله.[5]

## بعد الاعتزال
و قد قال جمال مبارك أنه بعد الاعتزال سيتوجه إلى العمل في المجال الإداري.

## روابط خارجية
- جمال مبارك على موقع الاتحاد الدولي (مؤرشف)  (الإنجليزية)
- جمال مبارك على موقع قاعدة بيانات كرة القدم.إي يو (الإنجليزية)
- جمال مبارك على موقع ناشيونال فوتبول تيمز (الإنجليزية)
- جمال مبارك على موقع عالم كرة القدم.نت (الإنجليزية)
- جمال مبارك على موقع أوليمبيديا (الإنجليزية)